# Ланкастер (Јужна Каролина)
Ланкастер (енгл. Lancaster) град је у америчкој савезној држави Јужна Каролина.

## Демографија
По попису из 2010. године број становника је 8.526, што је 349 (4,3%) становника више него 2000. године.
| Група             | 2000.         | 2010.         |
| Белци             | 3.822 (46,7%) | 3.515 (41,2%) |
| Афроамериканци    | 4.047 (49,5%) | 4.378 (51,3%) |
| Азијати           | 72 (0,9%)     | 79 (0,9%)     |
| Хиспаноамериканци | 184 (2,3%)    | 488 (5,7%)    |
| Укупно            | 8.177         | 8.526         |